# Hala Misrati
Hala Misrati (* in Tripolis) ist eine libysche Fernsehmoderatorin. Sie positionierte sich während des Bürgerkriegs 2011 im staatlichen Fernsehen als radikale Unterstützerin von Diktator Muammar al-Gaddafi und beschimpfte Oppositionelle. Gegen Ende des Aufstands wurde sie von der Libyschen Nationalen Befreiungsarmee (NLA) inhaftiert.

## Leben
Misrati besuchte die Universität Tripolis (Al-Fateh-Universität), wo sie 2003 den Bachelor in Recht abschloss. Im Jahr 2007 veröffentlichte sie eine Sammlung von romantischen Kurzgeschichten unter dem Titel Der Mond hat ein anderes Gesicht.
2008 begann sie bei der Libyan Jamahiriyah Broadcasting Corporation (LJBC), dem staatlichen Fernsehsender Libyens, zu arbeiten. Dort war sie auch während des Bürgerkriegs in Libyen 2011 Sprecherin und moderierte zahlreiche positive Beiträge über den damaligen Diktator Muammar al-Gaddafi. Sie hatte einen sehr eigenwilligen Moderationsstil. Sie unterbrach ihre Meldungen mit langen improvisierten Ansprachen, in denen sie die Regierung unter Gaddafi pries und die Revolutionäre beschimpfte. So bezeichnete sie Iman al-Obeidi, eine Juristin, die vor internationalen Medien angab, vergewaltigt worden zu sein, in einem zehnminütigen Monolog unter anderem als „Hure“ und „Lügnerin“.
International bekannt wurde ein Ausschnitt vom 21. August 2011, in dem Misrati mit einer Pistole in der Hand bekundete, dass sie bereit sei, den Sender bis zu ihrem Tod zu verteidigen. Tags darauf wurde der Sender von der Libyschen Nationalen Befreiungsarmee (NLA) erobert und Misrati festgenommen und inhaftiert.
Im Februar 2012 meldete al-Arabiya, dass Misrati tot in ihrer Zelle aufgefunden worden sei. Die NLA präsentierte dagegen ein Video, das sie lebend zeigte.
Nach ihrer Freilassung verließ Misrati Libyen. Sie war von 2012 bis 2014 auf der libyschen Interpol – Liste gesuchter Personen zur Fahndung ausgeschrieben.
Anfang Oktober 2024 nahm sie für das Swedish Dialogue Institute for the Middle East and North Africa an einer Konferenz über Frauen, Frieden und Sicherheit in Genf teil.